# Odaïr Fortes
Odaïr Junior Lopes Fortes (* 31. März 1987 in Praia) ist ein kap-verdischer Fußballspieler.

## Sportlicher Werdegang
Fortes lebte bis 2004 in seinem Heimatland. Anschließend ging er zu seinem Onkel nach Vitry-sur-Seine, bei dem er eine Ausbildung zum Maler absolvierte. Parallel schloss er sich dem im unterklassigen Amateurbereich spielenden UJA Alfortville an. Dort war er Teil des Aufschwungs, die den Klub aus der Sechstklassigkeit an den Rand des Profifußballs brachte. Nach dem Aufstieg in das Championnat de France Amateur 2008 hatte er höherklassig auf sich aufmerksam gemacht und verließ den Verein.
Fortes wechselte in den französischen Profifußball und schloss sich Stade Reims in der Ligue 2 an. In den ersten beiden Spielen noch in der Startelf, verlor er anschließend seinen Stammplatz und war über weite Strecken der Spielzeit nur noch Ergänzungsspieler. Trotz eines Trainerwechsels – der mehrfache Nationalspieler Luis Fernández übernahm ab Januar 2009 – verlief die Saison erfolglos, und die Mannschaft stieg in die drittklassige National ab. Unter Trainer Hubert Fournier, dem während seiner Trainerausbildungszeit in der Spielzeit 2009/10 Marc Collat als offizieller Verantwortlicher zur Seite stand, avancierte Fortes in der dritten Liga zur Stammkraft im Mittelfeld. Mit sieben Saisontoren trug er entscheidend dazu bei, dass der Klub den direkten Wiederaufstieg in die zweite Liga schaffte. Parallel spielte er sich somit in die kapverdische Landesauswahl, für die er im Laufe des Jahres 2010 debütierte. Bis 2016 absolvierte er dort 29 A-Länderspiele, in denen er sieben Treffer erzielen konnte.
In der zweiten Jahreshälfte 2017 folgte ein kurzes Gastspiel beim NorthEast United FC in der indischen Super League, ehe er eine Karrierepause einlegte. Seit Oktober 2019 spielt er wieder für den französischen Amateurverein ÉF Reims Sainte-Anne.